# زردپره لیمویی
زردپره لیمویی (نام علمی: Emberiza citrinella) پرنده‌ای از گروه زردپره‌ها در تیرهٔ زردپرگان در راستهٔ گنجشک‌سانان است که در اروپا و بیشتر جای‌های آسیا زندگی و تولیدمثل می‌کند. این پرنده در ایران نیز یافت می‌شود. زیستگاه زرد پره لیمویی در کشتزارها، تپه‌ماهورهای باز و دارای بوته‌های متوسط است و معمولاً می‌توان آنها را در کنار جاده‌ها دید. این پرنده آشیانه خود را کنار پرچین‌ها، زیر بوته‌ها یا کنار گودال‌ها، روی زمین می‌سازد و ۳ تا ۶ تخم می‌گذارد. تخم‌های این پرنده نقش و نگاری مومانند دارند. زردپره لیمویی بیشتر از حشرات و دانه گیاهان تغذیه می‌کند.
زردپره لیمویی در بخش‌هایی از اروپا در معرض ناپدید شدن است. از سال ۱۹۷۰ تا ۲۰۰۳ نیمی از جمعیت این پرنده در انگلستان از بین رفت.

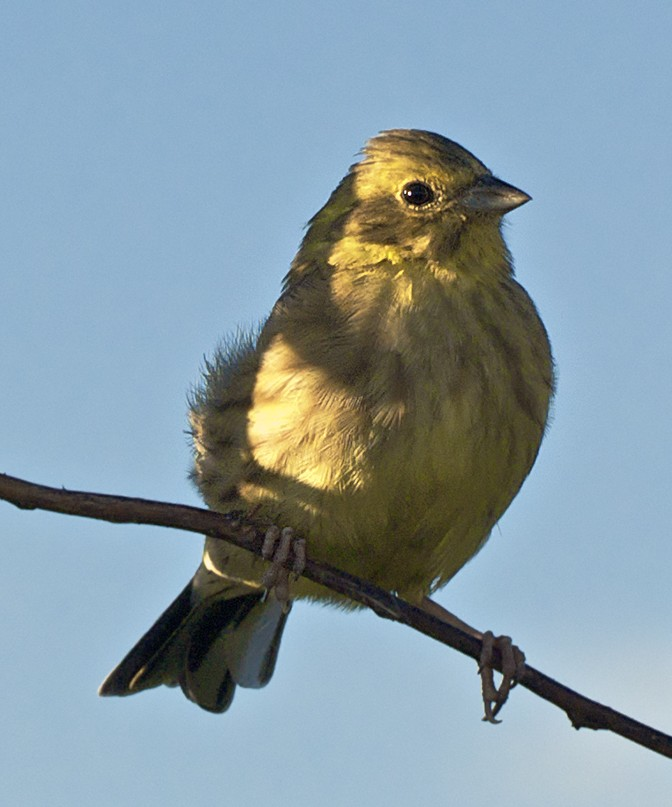
زرد پره لیمویی ماده

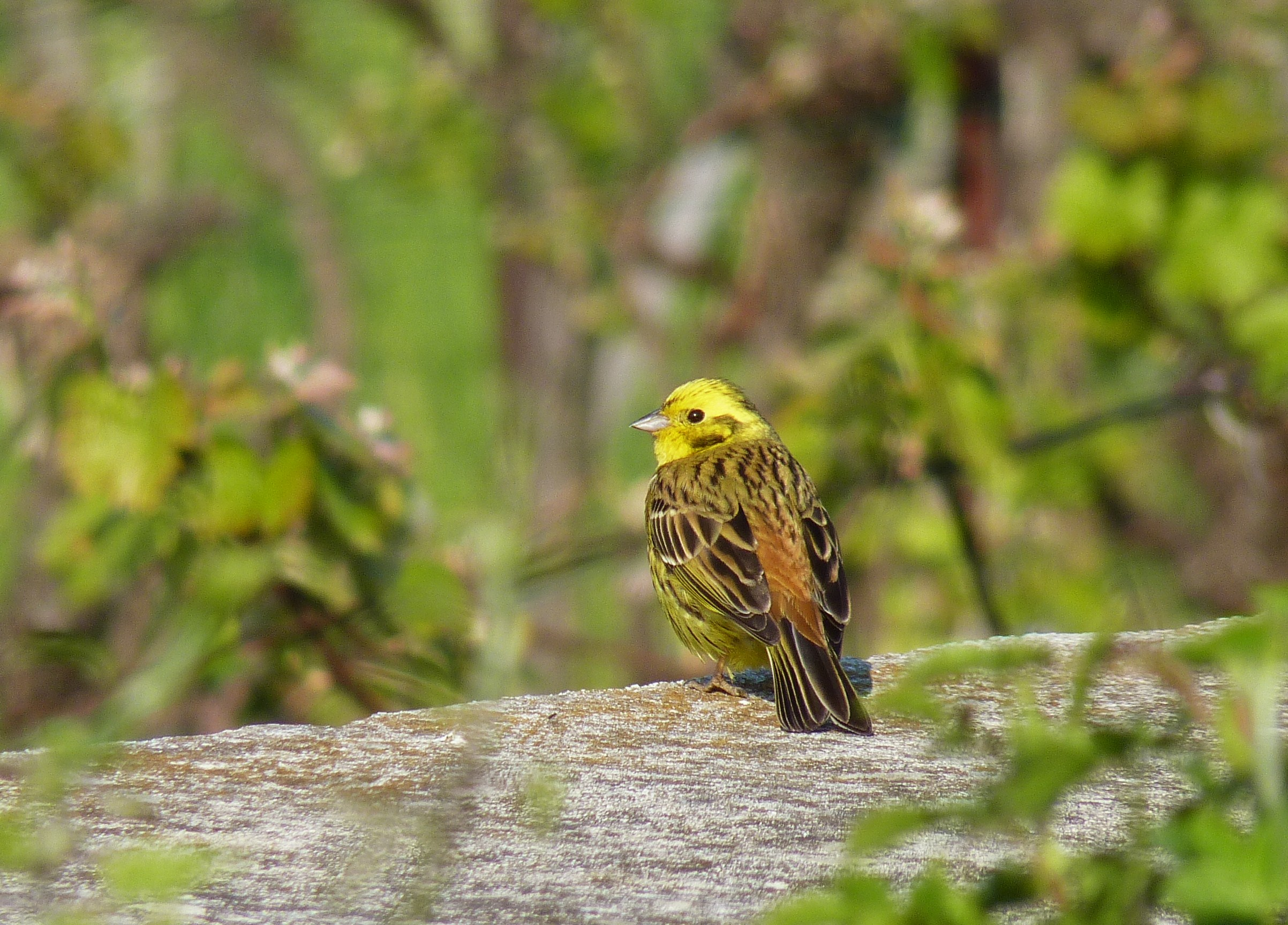
زرد پره لیمویی

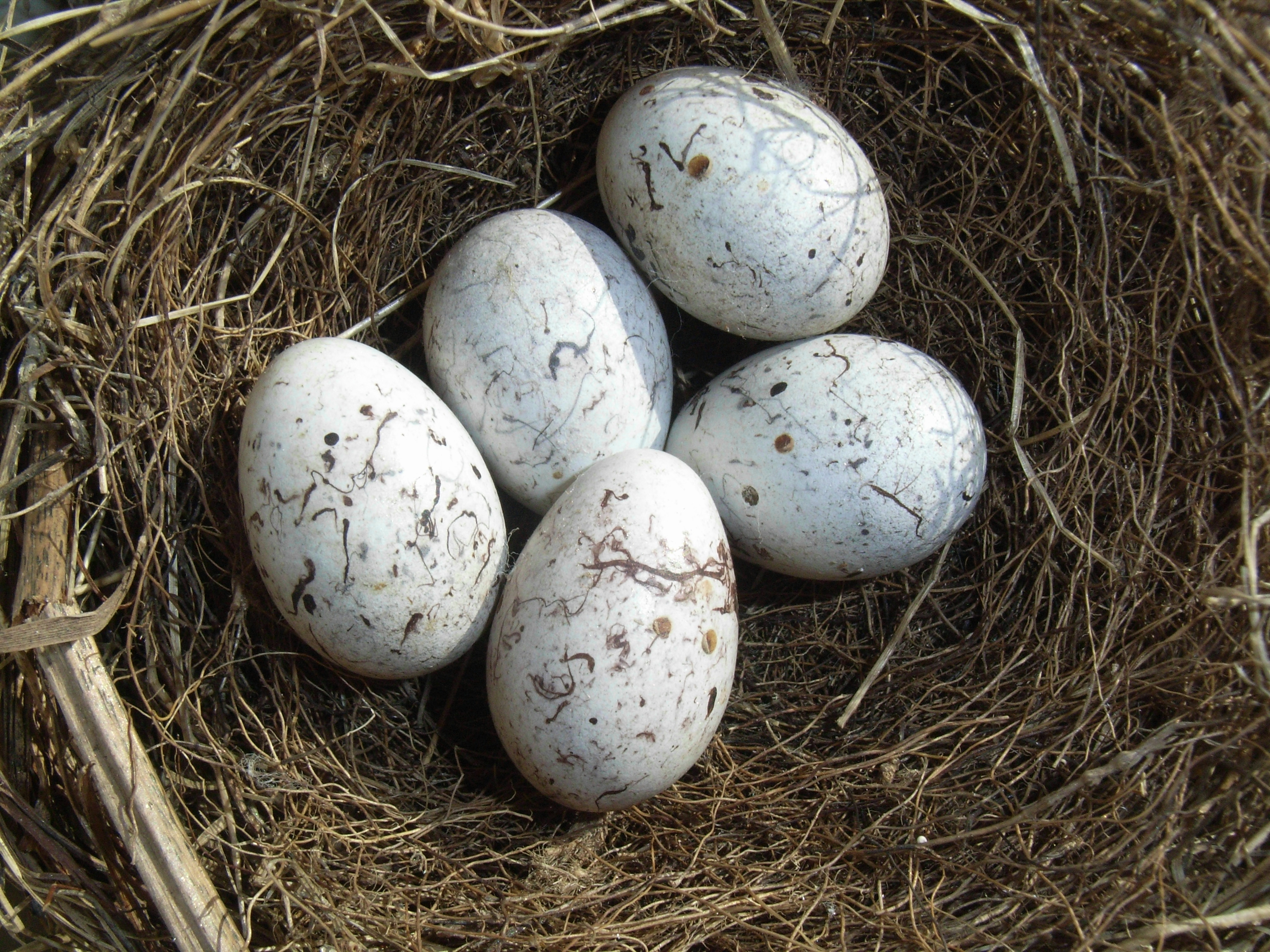
نقش و نگار مومانند تخم‌ها